# Adam Zakrzewski (naukowiec)
Adam Zakrzewski (ur. 1856 na Podolu, zm. 1 listopada 1921 w Warszawie) – publicysta, ekonomista i etnograf; propagator języka esperanto, w ostatnich latach życia członek sekcji statystycznej warszawskiego magistratu. Posługiwał się pseudonimem Z. Adam. Napisał Historio de Esperanto.
Ukończył studia na Wydziale Fizyki i Matematyki Uniwersytetu w Sankt-Petersburgu (od 1991 roku Petersburski Uniwersytet Państwowy). Początkowo uczył się volapüku, w 1894 roku zaczął zajmować się językiem esperanto. Zakrzewski studiował także inne projekty językowe i w 1896 roku zaproponował własny język sztuczny: Lingva International. Po powrocie do esperanto wziął udział w Światowym Kongresie Esperanto w 1905 roku i od tego momentu poświęcił cały swój czas na rozwój języka i ruchu esperanckiego.
Napisał wiele książek, współpracował przy polskiej „Wielkiej Encyklopedii”; należał do pierwszego warszawskiego Esperanto-Societo, a w 1908 roku był współzałożycielem Pola Esperanto-Societo. Pisał artykuły językowe na temat esperanto dla polskich gazet i prasy esperanckiej. Jest autorem pracy statystycznej: Esperanto en sia unua jardudeko 1887-1908. Napisał broszury, publikacje, artykuły i opracowania teoretyczne na temat esperanto w językach: polskim, francuskim i esperanto. Był członkiem Komitetu językowego. Był lingwistą i tłumaczył prace Herberta Spencera na język polski. Pisał prace statystyczne i etnograficzne na temat Polski. Ze względu na swoje zasługi naukowe został wybrany na członka Akademii Umiejętności.
Zginął w wypadku samochodowym w 1921 roku.